# Ridderorden en onderscheidingen in Nederland
Sinds het uitroepen van een Koninkrijk der Nederlanden in 1814 zijn er talloze onderscheidingen ingesteld. Het kunnen de bij wet ingestelde ridderorden zijn en officiële onderscheidingen die bij Koninklijk Besluit of ministerieel besluit zijn ingesteld. De aan het Koninklijk Huis verbonden onderscheidingen werden bij hofbesluit ingesteld. Andere onderscheidingen danken hun bestaan aan verenigingen en instellingen zoals de Onderscheidingen van het Nederlandse Rode Kruis die soms op uniformen mogen worden gedragen. Deze lijst noemt niet alle onderscheidingen die door het Nederlandse Rode Kruis werden ingesteld. Niet alle hieronder genoemde onderscheidingen mochten op uniformen van de Nederlandse strijdkrachten worden gedragen; soms verleende een minister daarvoor desgevraagd een individuele toestemming, in andere gevallen werd een collectief verlof gegeven, soms was het dragen niet toegestaan.

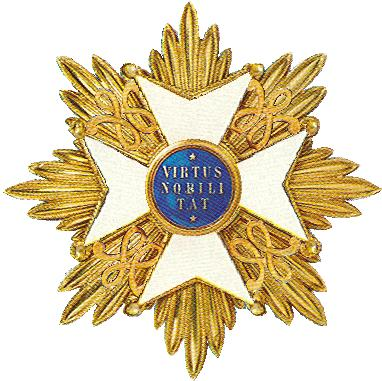
Een ster zoals die door de Ridders Grootkruis in de Orde van de Nederlandse Leeuw wordt gedragen.

 Vier ridderlijke orden werden wettelijk erkend.
Voor burgers is een Draagvolgorde van de Nederlandse onderscheidingen in de Staatscourant gepubliceerd.
Voor Nederlandse militairen bestaan voorschriften waarin limitatief is vastgelegd welke onderscheidingen op het uniform mogen worden gedragen. Deze voorschriften bepalen ook welke batons worden gedragen om het bezit van een onderscheiding aan te geven. Sommige, maar lang niet alle, vaardigheidsonderscheidingen mogen door militairen gedragen worden; toch worden ook de vaardigheidsmedailles en vaardigheidskruisen van verenigingen als het NOC*NSF en de schutterijen tot de Nederlandse onderscheidingen gerekend.

## De ridderorden in het Koninkrijk der Nederlanden
In Nederland en de Nederlanden bestaan sinds de oprichting van de Orde van de Tuin in het Graafschap Holland eigen ridderorden. Al voordat de Orde van de Tuin werd opgericht waren de kruisridderorden zoals de Duitse Orde en de Orde van Sint Jan in Nederland actief en zij bezaten hier diverse commanderijen.
Een belangrijke Nederlandse Orde was de beroemde Bourgondische Orde van het Gulden Vlies.
In het Koninkrijk Holland werden twee ridderorden ingesteld:
- Orde van Verdienste
- Orde van de Unie

In het Koninkrijk der Nederlanden werden vijf Ridderorden en Huisorden ingesteld:
- Militaire Willems-Orde 1815
- Orde van de Nederlandse Leeuw 1815
- Huisorde van de Gouden Leeuw van Nassau 1858
- Orde van Oranje-Nassau 1892
- Huisorde van Oranje 1905, welke sinds 1969 bestaat uit drie orden:
  - Huisorde van Oranje
  - Orde van Trouw en Verdienste
  - Kroonorde

Een bijzondere plaats wordt ingenomen door de door prins Bernhard der Nederlanden ingestelde
- Orde van de Gouden Ark 1971

Deze ridderorde is door de prins zèlf ingesteld maar komt niet voor op de lijst van onderscheidingen die militairen of andere overheidsdienaren op hun uniform mogen dragen. Men zou in voorkomende gevallen toestemming van de minister moeten vragen.
De ridderorden van het Koninkrijk Holland staan als Orde van de Unie beschreven. De door Lodewijk Napoleon gestichte medailles, de gouden en zilveren Medaille voor Dapperheid worden hier beschreven.
In de republiek der Zeven Verenigde Nederlanden hebben de stadhouders en de staten geen ridderorde ingesteld. Er waren wel Ambassadeurspenningen, ereketens en beloningspenningen. Een daarvan, de Doggersbank-medaille werd door het Koninkrijk erkend. De Beloningspenning voor de Officieren van het Regiment Hessen-Darmstadt wegens de Verdediging van Soestdijk in 1787 werd door de Staten van Utrecht gesticht en is geen Nederlandse onderscheiding.

## Ridderlijke orden
De drie in Nederland actieve en door de Nederlandse regering erkende ridderlijke orden zijn adelsorden. Zij dienen goede doelen en worden niet voor moed of verdiensten toegekend zoals de staatsorden van de Nederlandse regering.
- De in 1189 in het Heilige Land opgerichte Duitse Orde bleef na de reformatie in Nederlanden voortbestaan als Ridderlijke Duitsche Orde in de protestantse Balije Utrecht en werd in een wet van 2 augustus 1815 door de Nederlandse regering erkend[1]. Koning Willem I weigerde het hoogmeestersambt. Benoemingen worden sindsdien bij Koninklijk Besluit goedgekeurd[2].

- Op initiatief van Prins Hendrik van Mecklenburg-Schwerin werd in 1909 een Nederlandse tak van de protestantse Pruisische Johanniter Orde opgericht. Deze oprichting werd door de Nederlandse regering erkend. Na de Tweede Wereldoorlog werden alle banden met de Duitse ridders en de Duitse tak van de Johanniter Orde verbroken. Op 24 november 1945 werden de statuten gewijzigd, waarbij de naam werd gewijzigd in ‘Orde van Sint Jan’. Deze statuten zijn goedgekeurd bij K.B. no. 33 van 5 maart 1946. Bj een volgende statutenwijziging In 1958, goedgekeurd bij K.B. van 10 september 1958 kreeg de orde de naam Johanniter Orde in Nederland.
- Ook de oude katholieke Souvereine Militaire Hospitaal Orde van Sint Jan van Jeruzalem, van Rhodos en van Malta bezit sinds 1911 een Nederlandse afdeling. Deze afdeling werd bij Koninklijk Besluit van 24 april 1911, nr. 24 erkend. Sinds 1932 bestaat er ook een afdeling in België.

In Nederland zijn ook andere ridderorden en organisaties die zich ridderorde noemen actief. Zij zijn niet door de Nederlandse regering erkend. De door het Vaticaan erkende katholieke Orde van het Heilig Graf heeft een actieve Nederlandse afdeling, de Orde van Sint-Lazarus bevordert de leprabestrijding en kent twee Nederlandse obediënties.

## Sterren, kruisen en eretekens in het Koninkrijk der Nederlanden
Deze eretekens zijn ofwel door de Nederlandse regering verleend ofwel door de regering erkende eretekens van organen als het Nederlandse Rode Kruis of andere aanzienlijke verenigingen.

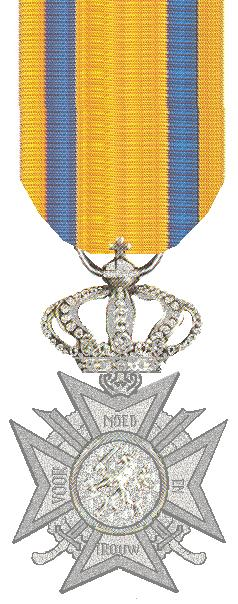
Het Kruis voor Moed en Trouw.

- Eervolle Vermelding 1815/1877-1944
- Erepenning voor Menslievend Hulpbetoon 1822
- Onderscheidingsteken voor Langdurige, Eerlijke en Trouwe Dienst voor militairen, beneden de rang van officier van het Nederlandse- of het Nederlands-Indische Leger. 1825
- Metalen Kruis 1830-1831 (Hasseltkruis) 1831
- Metalen Kruis Vrijwilligers 1830-1831 1831
- Onderscheidingsteken voor Langdurige Dienst als officier 1844
- Eresabel, al stammend uit de Republiek, maar in 1855 officieel ingesteld.
- Zilveren Herdenkingskruis 1813-1815 ingesteld in 1865
- Schietprijs van het Koninklijk Nederlandsch-Indisch Leger 1878
- Ereteken voor Belangrijke Krijgsbedrijven (Expeditiekruis) 1869
- Ster voor Trouw en Verdienste (van de Gouverneur-generaal van Nederlands-Indië) 1893
- Lombokkruis 1895
- Onderscheidingsteken voor Langdurige Dienst als officier der Koninklijke Marine Reserve 1896-1926
- Schietprijs van het Koninklijk Nederlandsch-Indisch Leger 1896
- Kruis voor Moed en Trouw 1898
- Onderscheidingsteken voor Langdurige Dienst als Officier bij de Marine Stoomvaartdienst 1905-1949
- Eereteeken voor Meester-Scherpschutter op geweer der Koninklijke Marine 1906
- Eereteeken voor Meester-Kanonnier der Koninklijke Marine 1909
- Kruis voor betoonde marsvaardigheid (het 'Vierdaagsekruis') 1909
- Eereteeken voor scherpschutters 1e klasse 1910-1927
- Kruis van Verdienste van het Nederlandse Rode Kruis 1914
- Kruis van Verdienste van de Nederlandse Bond van Vrijwillige Burgerwachten 1924
- Mobilisatiekruis 1914-1918 1924
- Witte Mobilisatiekruis 1914-1918 1927
- Militaire Vijfkampkruis van het Nederlands Olympisch Comité 1931-1959
- Kruis van de Koninklijke Vereniging van Nederlandse Reserve-Officieren voor de Militaire Prestatietocht (TMPT-Kruis) 1936
- Kruis van Verdienste van de Koninklijke Vereniging van Nederlandse Reserve-Officieren 19??
- Schietprijsster van het Koninklijk Nederlandsch-Indisch Leger 1936
- Kruis van Verdienste van de Nationale Bond "Het Mobilisatiekruis 1914-1918" 1939
- Bronzen Kruis 1940
- Kruis van Verdienste 1941
- Vliegerkruis 1941
- Herinneringskruis 1939-1940 van het Nederlandse Rode Kruis 1942
- Bronzen Leeuw 1944
- Oorlogsherinneringskruis 1944
- Verzetskruis 1946
- Ereteken voor Orde en Vrede 1947
- Verzetsster Oost-Azië 1942-1945 1948
- Mobilisatie-Oorlogskruis 1948
- Herinneringskruis 1940-1945 van het Nederlandse Rode Kruis 1950

- Kruis voor Recht en Vrijheid 1951

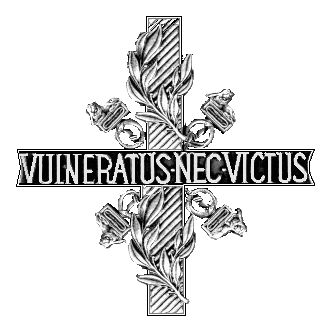
Draaginsigne Gewonden

- Nationale Vijfkampkruis van de Nederlandse Sport Federatie 1959
- Bronzen soldaat met het gouden erekoord op het dagelijks tenue van de Koninklijke Landmacht (1961)
- Nieuw-Guinea Herinneringskruis 1962
- Borstkruis van de Stichting Vriendenkring van oud-Natzweilers 1976
- Verzetsherdenkingskruis 1980
- Ereteken voor Verdienste 1987
- Draaginsigne "Agadir 1960" 1990
- Draaginsigne Gewonden 1999
- draaginsigne Dutchbat III 2006
- Insigne voor Optreden onder Gevechtsomstandigheden 2008

## Medailles van het Koninkrijk der Nederlanden en de door de regering erkende medailles

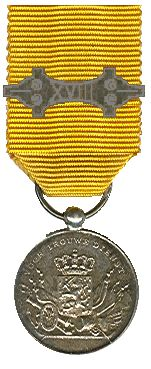
Onderscheidingsteken voor Langdurige, Eerlijke en Trouwe Dienst met gesp XVIII

- Medaille van de Maatschappij tot Redding van Drenkelingen 1767 (De oudste Nederlandse onderscheiding. De medaille wordt nog steeds verleend)
- Doggersbank-medaille 1781 (Ouder dan het Koninkrijk maar door Nederland erkend)
- Erepenningen die de Gouverneur-generaal van Nederlands-Indië tussen 1815 en 1890 hangend aan gouden en zilveren ketens aan vooral Indische vorsten schonk.
- Erepenningen die Koning Willem I in 1817 instelde.
- Ereteken voor de Affaire van Lobenar in het Cheribonse 1816
- Erepenning voor blijken van belangstelling in 's Rijksverzamelingen door schenking betoond (Museummedaille) 1817
- Beloning voor Betoonde Dapperheid in het Cheribonse 1818
- Medaille voor Koepokkenvaccinatie 1818
- Medaille van den Oorlog op Java 1825-1830 1830
- Antwerpsche Medaille 1832 1832 (ook wel "Citadelmedaille" genoemd.)
- Medaille van de Amsterdamse Commissie van Erkentenis voor de verdedigers van de Antwerpse citadel 1832
- Zilveren medaille voor moed en trouw in 1835 eenmalig toegekend in Nederlands-Indië
- Medaille van de Maatschappij tot Redding van Schipbreukelingen 1838
- Ruit van Bonjol 1838
- Medaille voor Moed en Trouw (1839-1898)
- Medaille van de Noord- en Zuid-Hollandsche Redding Maatschappij 1840
- Onderscheidingsteken voor Langdurige, Eerlijke en Trouwe Dienst 1844
- Onderscheidingsteken voor Langdurige, Eerlijke en Trouwe Dienst bij de Zeemacht voor militairen, beneden de rang van officier, dienende bij de Koninklijke Marine. 1845
- Onderscheidingsteken voor Langdurige Dienst als Officier der Schutterij
- Medaille voor Trouwe Dienst bij Schutterijen 1851
- Watersnoodmedaille 1855
- Bronzen medaille voor goede zorg en hulp bij het heerschen der cholera asiatica in 1866, eenmalig toegekend in 1867
- Medaille voor Moed en Trouw Guinea 1869/1870
- Medaille van het Koninklijk Nederlands Meteorologisch Instituut 1870
- Medaille voor Burgerlijke Verdienste (van de Gouverneur-Generaal van Nederlands-Indië) 1871-1893)
- Herinneringsmedaille 1870-1871 van de Nederlandsche Vereeniging tot het verleenen van hulp aan zieke en gewonde krijgslieden in tijd van oorlog 1871
- Atjeh-medaille 1873-1874 (Kratonmedaille)
- Medaille voor IJver en Trouw 1877
- Onderscheidingsteken voor Langdurige, Eerlijke en Trouwe Dienst bij de Marine Reserve voor militairen, beneden de rang van officier, dienende bij de Marine Reserve.1896-1926
- Inhuldigingsmedaille 1898
- Huwelijksmedaille 1901
- Koninklijke Eereprijs voor Schietwedstrijden (1902-1926)
- Onderscheidingsteken voor Langdurige, Eerlijke en Trouwe Dienst bij de Militaire Kustwacht voor militairen, beneden de rang van officier, dienende bij de Militaire Kustwacht. 1903
- Onderscheidingsteken voor Langdurige, Eerlijke en Trouwe Dienst bij het Militair Loodswezen voor militairen, beneden de rang van officier, dienende bij de Militaire Loodswezen. 1903
- Medaille van H.M. Koning-Moeder Emma voor redding van Schipbreukelingen 1904
- Eremedaille voor Kunst en Wetenschap 1905 (Deel van de Huisorde van Oranje)
- Eremedaille voor Voortvarendheid en Vernuft 1905 (Deel van de Huisorde van Oranje)
- Medaille voor Moed en Zelfopoffering van de Huisorde van Oranje
- De Ruyter-medaille 1907
- Medaille van de Tweede Internationale Vredesconferentie 22 juli 1907
- Herinneringsmedaille aan de Tweede Internationale Vredesconferentie 19 november 1907
- Medaille van het Rode Kruis (Regeringsmedaille) 1910
- Medaille van het Carnegie Heldenfonds 1911
- Medaille van Verdienste van het Nederlandse Rode Kruis 1914
- Medaille voor vaardigheidsproeven van het Nederlands Olympisch Comité 1914-1959
- Vaardigheidsmedaille van het Koninklijk Nederlands-Indisch Leger 1919
- Medaille van de Koninklijke Nederlandsche Vereeniging voor Luchtvaart 1922
- Draagpenning van de Rijkscommissie voor graadmeting en waterpassing, 1926
- Herinneringsmedaille 1926
- Onderscheidingsteken voor Langdurige, Eerlijke en Trouwe Dienst bij de Marine-Kustwacht voor militairen, beneden de rang van officier, dienende bij de Marine-Kustwacht, 1926

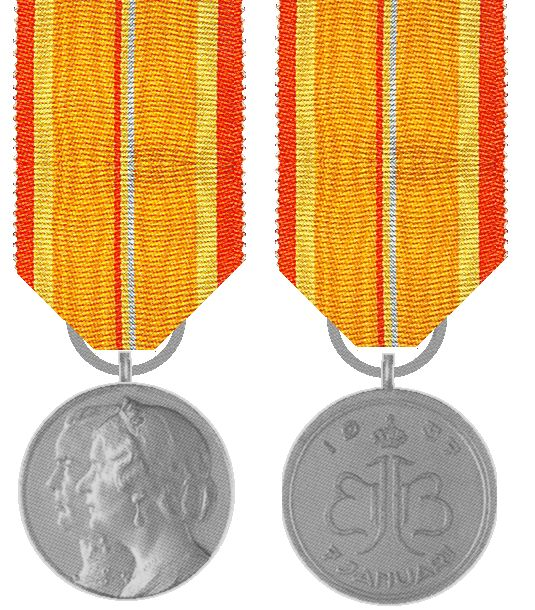
Huwelijksmedaille 1937

- Medaille voor trouwe dienst van het Nederlandse Rode Kruis 1926
- Erepenning van het Nederlandsch Olympisch Comité 1932-1962
- C.J. Snijders-medaille 1932
- Medaille van de Koninklijke Nederlandsch-Indische Vereeniging voor Luchtvaart 1932
- Herinneringsmedaille 1933 voor de erewacht bij de inhuldiging in 1898
- Draagpenning van de Rijkscommissie voor graadmeting en waterpassing, 1935
- Prins Mauritsmedaille van de Koninklijke Nederlandse Vereniging 'Ons Leger' 1935

- Huwelijksmedaille 1937
- Medaille voor trouwe dienst van de Koninklijke Zuid-Hollandsche Maatschappij tot Redding van Schipbreukelingen 1940
- Vaardigheidsmedaille van de Koninklijke Nederlandsche Brigade "Prinses Irene" 1941
- Herinneringsinsigne Binnenlandse Strijdkrachten 1944-1945 na de oorlog ingesteld
- Erkentelijkheidsmedaille 1940-1945 1946
- Herinneringsmedaille 1940-1945 van de Koninklijke Zuid-Hollandsche Maatschappij tot Redding van Schipbreukelingen 1946
- Herinneringsmedaille 1940-1945 van de Koninklijke Noord- en Zuid-Hollandsche Maatschappij tot Redding van Drenkelingen 1946
- Inhuldigingsmedaille 1948
- Herinneringsmedaille Luchtbescherming 1940-1945 1949
- Medaille van de Koninklijke Noord- en Zuid-Hollandsche Redding Maatschappij 1949
- Zilveren Anjer 1950
- Medaille voor bijzondere verdienste van de Koninklijke Nederlandse Vereniging "Onze Luchtmacht" 1953
- Vrijwilligersmedaille Openbare Orde en Veiligheid 1958
- Vaardigheidsmedaille van de Nederlandse Sport Federatie 1959
- Herinneringsmedaille Zilveren huwelijk 1962
- Huwelijksmedaille 1966
- Eremedaille van Sint Jan (Medaille van Verdienste van de Johanniter Orde in Nederland) 1967
- Medaille van Sint Jan (Medaille van Verdienste van de Johanniter Orde in Nederland) 1967
- Herinneringsmedaille Rampenbrigade 1971
- Herinneringsmedaille voor Humanitaire Hulpverlening bij Rampen 1971
- Inhuldigingsmedaille 1980
- Medaille bezoek Nederlandse Antillen 1980 1980

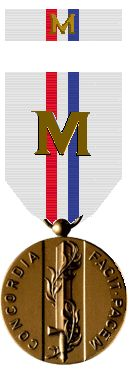
Herinneringsmedaille Multinationale Vredesoperaties met het "Herinneringsteken bijzondere missies voor deelname aan bijzondere operaties in multinationaal verband".

- Herinneringsmedaille VN-Vredesoperaties 1980
- Herinneringsmedaille Multinationale Vredesoperaties 1982
- Herinneringsmedaille Multinationale Vredesoperaties 1982-2001
- Marinemedaille 1985
- Herdenkingspenning komst Ambonezen naar Nederland (Rietkerkpenning) 1986
- Medaille van de Koninklijke Nederlandse Redding Maatschappij 1991
- Herinneringsteken bijzondere missies 1999
- Herinneringsmedaille Buitenlandse Bezoeken 2000
- Herinneringsmedaille Vredesoperaties 2001
- Huwelijksmedaille 2002
- Kosovo-medaille 2000
- Landmachtmedaille, in militair jargon ook "Bosrandmedaille" genoemd. 2002
- Marechausseemedaille 2003
- Luchtmachtmedaille 2005
- Inhuldigingsmedaille 2013
- Elfstedenkruisje 2014

## Onderscheidingen van de Bond van Nederlandse Militaire Oorlogs- en Dienstslachtoffers en andere verenigingen van veteranen
- Bondsmedaille voor meerjarig lidmaatschap van de Bond van Nederlandse Oorlogs- en Dienstslachtoffers
- Bondskruis van de Bond van Nederlandse Oorlogs- en Dienstslachtoffers
- Bondsmedaille van de Bond van Wapenbroeders
- Verenigingskruis van Verdienste van de Bond van Wapenbroeders 1986
- Borstkruis van de Stichting Vriendenkring van oud-Natzweilers
- Erekruis voor Verdienste van de Nederlandse Bond voor Oud-Strijders
- Kruis van Verdienste van de Koninklijke Vereeniging van Nederlandsch-Indische Oud-Strijders van Land & Zeemacht "Je Maintiendrai" 1903
- Kruis van Verdienste van de Nationale Bond "Het Mobilisatiekruis"
- Kruis van Verdienste van de Koninklijke Vereniging van Nederlandse Reserve-Officieren 1960
- Verenigingskruis van Verdienste van de Nederlandse Bond van Oud-Strijders - Veteranen Legioen Nederland 1983-1986
- Herinneringsmedaille Fort Honswijk 1914-1915
- Witte Mobilisatiekruis 1914-1918
- Mobilisatiekruis 1914-1918 van het Nationaal Comité Herdenking Mobilisatie 1914-1918

## Onderscheidingen van de Nederlandse Schutterij en de Burgerwachten
- Onderscheidingsteken voor Langdurige Dienst als Officier der Schutterij 1851
- Medaille voor trouwe dienst bij Schutterijen 1851 - 1907
- Eremedaille van de Amsterdamse Vrijwillige Burgerwacht 1918
- Kruis voor Koningschutter van de Nederlandse Bond van Vrijwillige Burgerwachten rond 1920
- Kruis voor oud-gedemobiliseerden 1914-1918 van de Amsterdamse Vrijwillige Burgerwacht 1923
- Kruis van Verdienste van de Nederlandse Bond van Vrijwillige Burgerwachten 1924
- Medaille voor Bijzondere Toewijding van de Nederlandse Bond van Vrijwillige Burgerwachten 1924
- Ereteken voor Koningschutter van de Bijzonder Vrijwillige Landstorm 1930
- Broederschapsorde der Vrijwillige Burgerwachten 1930
- Draagpenning 24-uurs afstandritten der Amsterdamsche Vrijwillige Burgerwacht 1932
- Herinneringskruis 1938 van de Amsterdamse Vrijwillige Burgerwacht 1938
- Herinneringskruis 1939-1940 van de Burgerwacht van Rotterdam 1940

- Medaille voor trouwe dienst in 1940, in 1940 aan de leden van de Vrijwillige burgerwachten in 10 gemeenten uitgereikt.
- Medaille voor Trouwe Dienst in de Voorburgsche Burgerwacht 1940

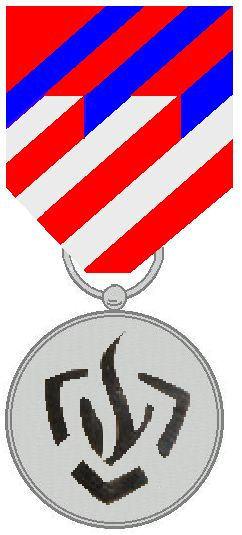
Brandweermedaille

- Medaille voor Trouwe Dienst in de Bossche Burgerwacht 1940
- Medaille voor Trouwe Dienst in de Leidse Burgerwacht 1940
- Medaille voor Trouwe Dienst in de Princenhaagse Burgerwacht 1940
- Medaille voor Trouwe Dienst in de Vrijwillige Burgerwacht Wageningen 1940
- Medaille voor Trouwe Dienst in de Burgerwacht Wassenaar
- Medaille voor Trouwe Dienst in de Wijkse Burgerwacht 1940
- Medaille voor Trouwe Dienst in de Zaltbommelse Burgerwacht 1940
- Medaille voor Trouwe Dienst in de Burgerwacht van Midwolda 1940

## Onderscheidingen van de brandweer
- Brandweerkruis voor Buitenlandse Betrekkingen
- Herinneringsmedaille Jeugdbrandweer
- Kruis voor langdurige brandweerdienst van de KNBV en de NVBC
- Kruis voor Verdienste van de Nederlandse Vereniging van Brandweercommandanten 1945
- Kruis voor Verdienste van de Nederlandse Vereniging van Brandweercommandanten in brons, het "Brandweerkruis voor Buitenlandse Betrekkingen" genoemd.
- Medaille "Brandweer Nederland" 1973

## Onderscheidingen van de politie
- Draagteken van de Amsterdamsche Politiebond
- Eerekruis van de Amsterdamsche Politie Gymnastiek- en Sportvereeniging
- Herinneringsdraagspeld reserve-politie 1948-1988
- Herinneringskruis 1898 van de Amsterdamse Politie
- Herinneringskruis 1923 van de Amsterdamse Politie
- Herinneringskruis 1938 van de Amsterdamse Politie
- Herinneringskruis 1948 van de Amsterdamse Politie
- Herinneringsmedaille Vrijwillige Politie 1948-1998
- Herinneringspenning 1936-1937 Rijksveldwacht
- Herinneringspenning Korps Rijksveldwacht 1858-1908
- Herinneringspenning van de verlovingsfeesten 1936 (Gemeentepolitie Den Haag)
- Politie-Vaardigheidsmedaille 1937
- Politie-Zwemvaardigheidsmedaille 1935
- Kruis voor trouwe politiedienst van de Algemeene Nederlandsche Politiebond
- Medaille voor trouwe politiedienst van de Algemeene Nederlandsche Politiebond
- Medaille voor bijzondere toewijding van de Nederlandse Bond van Vrijwillige Burgerwachten 1924
- Medaille voor trouwe dienst bij de Rijksveldwacht 1909-1941
- Medaille voor trouwe dienst bij het Korps Vrijwillige Politie 1956-1958 (Amsterdam)
- Medaille voor trouwe en langdurige dienst Nederlandse politie
- Medaille voor trouwe politiedienst van de Algemeene Nederlandsche Politiebond
- Politie-medaille 1971-1994 (Amsterdam)

Onderscheidingen voor de vrijwilligers van 1813-1815 en 1830
- Eerepenning van Breda 1813
- Erepenning aan de Haagse Vrijwilligers 1813
- Eerepenning der Dordtsche Vrijwilligers 1813
- Beloningspenning van Naarden 1814
- Eerepenning der Compagnie Friesche Vrijwillige Jagers 1830
- Medaille van de Commissie van Erkentenis 1830
- Eerepenning der Leidsche Jagers 1830-1831
- Eerepenning der Utrechtsche Jagers-Studenten 1830-1831
- Eerepenning der Groninger en Franeker Flankeurs 1831

## Onderscheidingen die sinds 1939 op uniformen van ambtenaren mogen worden gedragen
In een besluit van werd ambtenaren zoals politieagenten en brandweerlieden, maar ook brugwachters en andere ambtenaren die een uniform dragen toegestaan om een aantal onderscheidingen op hun uniformen te dragen. Deze lijst wijkt af van de lijst van onderscheidingen die Nederlandse militairen mogen dragen. De lijst die door het Ministerie van Defensie werd vastgesteld is de Draagvolgorde van de Nederlandse onderscheidingen. Beide lijsten zijn limitatief maar de lijst van de ambtenaren voorziet ook in speldjes, oranje kokardes, buttons die tijdens collectes worden gedragen en dergelijke.
De lijst valt uiteen in onderscheidingen die voor verdienste werden verleend en insignes die een bijzondere bekwaamheid aanduiden of een aangeven dat een ambtenaar lid van een organisatie is. Daarnaast is er sprake van speldjes en vlaggetjes. In de jaren dertig werd voor het Emmafonds gecollecteerd en kreeg iedereen die iets gaf een speldje of bloemetje opgespeld.
De namen op de lijst zijn niet nauwkeurig. Zij komen niet overeen met de namen van de onderscheidingen zoals die in de stichtingsbesluiten en mogelijke Koninklijke Besluiten worden gebruikt.
Ambtenaren kregen verlof om oranje kokardes en lintjes te dragen om zo hun aanhankelijkheid aan de Koningin en de monarchie te laten zien. Ook de Nederlandse driekleur mocht als versiering woorden gedragen. Van lintjes in stedelijke kleuren of de kleur van een politieke beweging is geen sprake. In de jaren voor de Tweede Wereldoorlog was een uniformverbod afgekondigd.
De groene esperanto-ster laat zien dat een ambtenaar Esperanto spreekt. Deze kunsttaal was in de jaren voor de Tweede Wereldoorlog populair.

### Volgorde van de lijst van 1939
De spelling is die van 1939.
No. 304 O.
Kennisgeving van 20 Juli 1939, Iste Agd., nr. 206.
Uitvoering artikel 50 Algemeen
Rijksambtenarenreglement.
Bij beschikking van den Voorzitter van den Raad van Ministers van 31 Maart 1939, nr. 155 Kabinet M.R., is ingetrokken diens beschikking van 20 Januari 1938, nr. 33, Kabinet M.R., en wordt aan ambtenaren in dienst of bij het gekleed gaan in uniform vergunning verleend om, behalve het oranje of de nationale kleuren, de na te noemen insignes of onderscheidingsteekenen, voor zoover betrokkenen overigens daartoe gerechtigd zijn, te dragen:
a. het kruis "Pro Ecclesia et Pontifice" en de Medaille "Bene Merenti", verleend door Z.H. den Paus.
b. de insignes en onderscheidingsteekenen van de Vereeniging het Nederlandsche Roode Kruis, de ordeteekenen van de buitenlandsche Vereenigingen van het Roode Kruis en die van het Comité International de la Croix Rouge;
c. het insigne van de Nederlandsche Vereeniging voor Luchtbescherming;
d. de insignes van den Koninklijken Nationalen Bond voor Reddingswezen en Eerste Hulp bij Ongelukken "Het Oranje Kruis";
e. het insigne van de Nederlandsche Vereeniging "Eerste Hulp bij Ongelukken";
f. de insignes en onderscheidingsteekenen van de Nederlandsche Centrale Reddingsbrigade;
g. het insigne van den Nederlandschen Bond tot het redden van drenkelingen;

h. de onderscheidingsteekenen van de Maatschappij tot Redding van Drenkelingen;
i. de onderscheidingsteekenen, medailles en kruisen der Koninklijke Nederlandsche Brandweervereniging;
j. het insigne van den Bond van Politieambtenaren in Nederland tot Bescherming van Dieren;
k. de kenteekenen en insignes, verleend door het Verbond van Vereenigingen voor Veilig Verkeer;
l. de gouden medaille der Koninklijke Nederlandsche Vereeniging voor Luchtvaart;
m. de medaille van het Nederlandsch Olympisch Comité;
n. de insignes van de Nationale Vereeniging tot Bevordering van Harmonische Lichaamsontwikkeling;
o. de onderscheidingsteekenen van het Koninklijk Nederlandsch Gymnastisch Verbond;
p. de onderscheidingsteekenen, uitgereikt aan de deelnemers van de internationale afstandsmarschen;
q. het kruis van verdienste en de medaille voor bijzondere toewijding van den Nederlandschen Bond van Vrijwillige Burgerwachten;
r. de medailles van den 24 uurs oefenrit uitgeschreven door de Vrijwillige Burgerwacht te Amsterdam;
s. het mobilisatie-herinneringskruis;
t. de groene Esperanto-ster;
u. speldjes, kuntsbloemen, vlagjes, enz., welke dienen als bewijs voor de bijdrage in een van Overheidswege toegestane collecte of inzameling, doch slechts op den dag, waarop deze collecte of inzameling wordt gehouden.
In verband met het vorenstaande vervalt L.O. 1938, nr. 133.
De Hoofden van dienst worden uitgenoodigd deze order ter kennis van het onder hen ressorteerende personeel te brengen.